# Ku! Kin-dza-dza
Ku! Kin-dza-dza (titlu originar în rusă Ку! Кин-дза-дза, transliterat: Ku! Kin-dza-dza) este un film rusesc de animație științifico-fantastic din 2013 regizat de Georgi Danelia și ultimul său film înainte de moartea lui în 2019. Este un remake animat al filmului live-action al regizorului din 1986, Kin-dza-dza!. Cu toate că păstrează o mare parte din comentariile sociale ale filmului original, Ku! Kin-dza-dza este mai puțin întunecat și distopic decât originalul și mai direcționat către tineri și către publicul internațional. Filmul este animat în mod tradițional, cu câteva scene de animație pe computer.
A primit Premiul Nika pentru cel mai bun film de animație.

## Rezumat
Remake-ul urmează intriga filmului original cu modificări minore. În timp ce povestea originală a fost plasată în anii 1980, remake-ul are loc în anii 2010, unele dintre scene au fost modificate, iar cei doi noi protagoniști sunt diferiți de omologii lor din 1986.
Un renumit violoncelist Vladimir Cijov (unchiul Vova) și nepotul său adolescent Tolik întâlnesc un extraterestru cu un dispozitiv de teleportare. Tolik apăsă din neatenție un buton de pe dispozitiv, iar el și unchiul Vova sunt teleportați pe planeta Plyuk din galaxia Kin-dza-dza. Planeta este un deșert post-apocaliptic fără resurse, condusă de un regim rasist brutal. Cei doi călători se întâlnesc cu trei localnici, Bi, Wef și robotul lor Abradox, care călătoresc pe un pepelaț și încearcă constant să înșele și să-i trădeze pe nou-veniți naivi. Tolik și unchiul Vova trebuie să parcurgă o distanță lungă prin lumea ruginită Kin-dza-dza pentru a-și găsi drumul spre casă.

## Distribuție
- Nikolai Gubenko⁠(d) – unchiul Vova
- Ivan Țekmistrenko – Tolik Țarapkin
- Andrei Leonov – Wef (fiul lui Evgheni Leonov, care a interpretat rolul din filmul original)
- Alexei Kolgan – Bi și Kirr
- Aleksandr Adabașian – Abradox
- Georgi Danelia – Mușețel și Diogene
- Igor Kvașa – Yk, proprietarul unui carusel
- Irina Devliașova – Lidka Liziakina
- Polina Kutepova – mama lui Tolik
- Margarita Rasskazova – astronom
- Igor Sannikov – un bătrân într-o roabă
- Alla Sannikova – o bătrână într-o roabă
- Victoria Radunskaia – o bătrână în planetariu
- Vaktang Kikabidze – Traț, un lider al contrabandiștilor
- Galina Danelia-Iurkova – Frosia, menajera unchiului Vova

## Primire
Filmul a avut recenzii în general favorabile în mass-media rusă. Are un rating mediu de 82 din 100 pe agregatorul rus de recenzii Kritikanstvo.
Ku! Kin-dza-dza a primit recenzii pozitive din partea versiunii în rusă a revistei Empire, din partea Mir Fantastiki⁠(d), Argumenti i Fakti, Rossiiskaia Gazeta, Trud⁠(d) și Izvestia și evaluări mediocre din partea Lenta.ru, Vedomosti⁠(d) și Afișa. 
În afara Rusiei, Vassilis Kroustallis de la Zippyframes a dat filmului o recenzie pozitivă.

## Premii
- Premiile Asia Pacific Screen APSA[5]
- Premiul Nika pentru cel mai bun film de animație.[2]